# Todesstrafe in Gambia
Die Todesstrafe in Gambia die höchstmögliche Strafe im westafrikanischen Staat Gambia. Während der Regierungszeit von Präsident Dawda Jawara wurde die Todesstrafe zunächst ausgesetzt und später abgeschafft, Die letzte offizielle Hinrichtung in Gambia fand 1985 statt.

## Geschichte

### Erste Republik
Die erste Person, die nach der Unabhängigkeit Gambias vom Britischen Empire im Jahr 1965 hingerichtet wurde, war Mustapha Danso. Danso, ein Polizist im gambischen Militär, wurde wegen Mordes an Emmanuel Mahoney, dem stellvertretenden Kommandanten der paramilitärischen Feldtruppe Gambias, verurteilt. Der Mord ereignete sich im Oktober 1980. Seine Verurteilung und Todesstrafe im Juli 1981 führten am 30. Juli 1981 zu einem versuchten Staatsstreich gegen die Regierung. Am 30. September 1981 wurde Danso in der Hauptstadt Banjul hingerichtet. Bis 2012 war dies die letzte bekannte Hinrichtung in Gambia.
Zwischen der Unabhängigkeit 1965 und den ersten Plänen zur Abschaffung der Todesstrafe im April 1993 wurden 87 Menschen zum Tode verurteilt. Die meisten von ihnen waren am gescheiterten Putschversuch gegen Präsident Sir Dawda Jawara am 30. Juli 1981 beteiligt. Die Strafen wurden 1985 in lebenslange Haft umgewandelt. Im September 1985 erklärte Jawara seine persönliche Ablehnung der Todesstrafe.
Die Zahl der Todesurteile in Gambia nahm ab 1984 stetig ab. 1992 wurde der Geschäftsmann Lamin Darbo wegen Mordes zum Tode verurteilt, das erste Todesurteil seit 1987. Im Januar 1992 erhielten zwei weitere Männer die Todesstrafe wegen Mordes, ein dritter folgte im März desselben Jahres. Doch am 31. Dezember 1992 wurden die beiden im Januar Verurteilten angeblich zu lebenslanger Haft begnadigt.
Im April 1993 schlug Präsident Jawara offiziell die Abschaffung der Todesstrafe vor. Das Parlament von Gambia verabschiedete entsprechende Gesetzesänderungen mit großer Mehrheit. Zwischen 1965 und der Abschaffung 1993 wurde nur eine Hinrichtung (die von Danso) vollzogen.

### Zweite Republik
1994 übernahm Yahya Jammeh durch einen Putsch die Macht und führte 1995 die Todesstrafe wieder ein. Seit 1995 wird die Todesstrafe sporadisch wieder angewendet und einigen Berichten zufolge auch heimlich vollstreckt. Die Todesstrafe wird in Gambia offiziell durch Erhängen vollstreckt. Zu den Verbrechen, die mit der Todesstrafe geahndet werden, gehören Mord, Hochverrat, Menschenhandel und Brandstiftung, aber Präsident Jammeh forderte auch die Enthauptung aller Homosexuellen.
Im April 2011 schaffte Gambia die Todesstrafe für Drogendelikte ab. Im Dezember 2011 befanden sich etwa 42 Häftlinge in Gambia im Todestrakt. Gambisches Recht erlaubt derzeit die Todesstrafe für Hochverrat, Mord und Terrorismus. Die gambische Verfassung verbietet die Todesstrafe für zivile Delikte außer Mord.
Präsident Yahya Jammeh hat 2012 entschieden, dass alle 47 in Gambia zum Tode verurteilten Personen innerhalb eines Monats hingerichtet werden sollen. Dies gab er in einer Rede anlässlich des Fest des Fastenbrechens bekannt. Laut Amnesty International haben viele der zum Tode Verurteilten in Gambia kein faires Verfahren erhalten und sind politische Gegner. Neun Gefangene wurden tatsächlich hingerichtet, allerdings nicht durch den Strang, sondern durch Erschießen. Nach heftigen internationalen Protesten wurde die Hinrichtung der übrigen Verurteilten ausgesetzt; seither hat es in Gambia unseres Wissens keine Hinrichtungen mehr gegeben.
Am 23. August 2012 wurde nach 31 Jahren erneut eine Hinrichtung in Gambia vollzogen, als neun Todestraktinsassen exekutiert wurden. Präsident Jammeh rechtfertigte die Maßnahme mit einer angeblich steigenden Gewaltkriminalität. Berichte legen nahe, dass die Exekutionen durch Erschießungskommando erfolgten.

### Präsidentschaft Barrow (Dritte Republik)
Der neue Präsident Gambias, Adama Barrow, kündigte 2018 an, die Vollstreckung der Todesstrafe erneut auszusetzen.
Der Sierra-Leoner Augustine Bangura wurde im Mai 2025 vom Obersten Gericht in Banjul unter dem Vorsitz von Richter Ebrima Jaiteh zum Tode verurteilt. Der Richter befand ihn in zwei Anklagepunkten des Mordes und Diebstahls für schuldig.

## Hinrichtungsmethoden
Nach gambischem Recht sind sowohl der Strang als auch das Erschießungskommando als Hinrichtungsmethoden erlaubt. Der Justizminister entscheidet darüber, welche Methode im Einzelfall angewendet wird. Historisch sah das gambische Strafgesetzbuch Hängen als Methode der Vollstreckung vor. Die Menschenrechtsorganisation Amnesty International dokumentierte in ihrem 1989 erschienenen Bericht When the State Kills, dass Hängen die alleinige Hinrichtungsmethode in Gambia sei. Allerdings soll das Land im Jahr 2012 angeblich neun Hinrichtungen durch Giftinjektionen durchgeführt haben.